# Luquetia
Luquetia é um gênero de traça pertencente à família Agonoxenidae.